# Xylocopa adumbrata
Xylocopa adumbrata är en biart som beskrevs av Maurits Anne Lieftinck 1957. Xylocopa adumbrata ingår i släktet snickarbin, och familjen långtungebin. Inga underarter finns listade i Catalogue of Life.